# Rana amurensis
Espèce
Synonymes
- Rana muta johanseni Kashchenko, 1902

Statut de conservation UICN

 LC  : Préoccupation mineure
Rana amurensis (grenouille de Khabarovsk, grenouille des forêts de Sibérie, grenouille brune du Heilongjiang ou encore grenouille brune de l'Amour) est une espèce d'amphibiens de la famille des Ranidae.

## Répartition
Cette espèce se rencontre jusqu'à 600 m d'altitude en Asie de l'Est, :
- dans l'est de la Russie y compris l'île de Sakhaline ;
- dans le nord-est de la République populaire de Chine ;
- dans le Nord et l'Est de la Mongolie ;
- dans le nord-ouest de la Corée du Nord.

## Description
Rana amurensis mesure de 20 à 25 mm. Son dos est lisse et de couleur brun jaune parsemée de taches brunes irrégulières et des rayures jaunes.

## Régime alimentaire
Rana amurensis se nourrit préférentiellement de coléoptères qui constituent jusqu'à 72 % de son alimentation.

## Reproduction
La ponte a lieu tôt dans l'année (au plus tard en février pour les populations coréennes) avec une production de 30 à 60 œufs.

## Étymologie
Son nom d'espèce, composé de amur et du suffixe latin -ensis, « qui vit dans, qui habite », lui a été donné en référence au lieu de sa découverte, le bassin de l'Amour.

## Publications originales
- Boulenger, 1886 : Notes sur les grenouilles rousses d'Asie. Bulletin de la Société Zoologique de France, vol. 11, p. 595-600 (texte intégral).
- Kashchenko, 1902 : Obzor Gadov Tomskogo Kraya [Overview of amphibians and reptiles of the Tomsk region]. Izvestiia Imperatorskogo Tomskogo Universiteta, vol. 1902, p. 1-24.